# Jean Desmarets de Saint-Sorlin
Pour les articles homonymes, voir Jean Desmarets, Desmarets et Saint-Sorlin (homonymie).
Jean Desmarets de Saint-Sorlin, né en 1595 à Paris où il est mort le 28 octobre 1676, est un poète et dramaturge français.

## Biographie
Conseiller du roi Louis XIII, contrôleur général de l’extraordinaire des guerres, secrétaire général de la marine du Levant, Desmarets de Saint-Sorlin fut un habitué de l'hôtel de Rambouillet. Il contribua à La Guirlande de Julie par un poème qui fut particulièrement admiré : « La Violette ».
Il fut introduit par Faret et Malleville dans la Société des amis de Conrart, où il lut son roman de L’Ariane (1632). Protégé du cardinal de Richelieu, il fit partie de l'Académie française dès sa création et en fut le premier chancelier.
Richelieu l'engagea à composer des tragédies, ce qu'il fit sans grand enthousiasme. Il produisit d'abord Aspasie (1636), qui fut représentée avec un succès qui semble aujourd'hui incompréhensible. Il écrivit ensuite Mirame (1641), sur un plan imaginé par le cardinal qui, dit-on, en composa lui-même certaines scènes, et dont il arrangea l'intrigue pour qu'elle évoque l'amour d'Anne d'Autriche pour George Villiers de Buckingham. Malgré les frais engagés pour cette production, qui se montèrent à près de 300 000 écus, la pièce tomba dès la première représentation. Desmarets collabora également avec le cardinal pour une pièce allégorique, Europe, souvent attribuée à Richelieu lui-même.
Desmarets de Saint-Sorlin composa encore deux tragi-comédies, Scipion et Roxane et une tragédie en prose, Erigone. Mais c'est dans la comédie qu'il réussit le mieux avec Les Visionnaires (1637), pièce amusante qui se lit encore agréablement aujourd'hui, surtout si l'on connaît bien l'époque à laquelle elle se rapporte, car elle met en scène, sous un voile assez transparent, des personnages tels que Madeleine de Sablé, la marquise de Rambouillet et Madame de Chavigny.
En 1645, Desmarets de Saint-Sorlin devint extrêmement dévot et, dès lors, il produisit essentiellement des œuvres de sujet religieux. Il composa des traductions en vers de l'Office de la Vierge et de L'Imitation de Jésus-Christ et nombre de poèmes religieux comme Marie-Madeleine ou la Grâce triomphante. Il combattit avec véhémence le jansénisme et produit un traité contre Antoine Arnauld qui eut très peu de succès et dont Boileau se moqua quatre lustres après dans une épigramme célèbre :
Dans le palais, hier Bilain voulait gager contre Ménage 
Qu'il était faux que Saint Sorlin contre Arnauld eût fait un ouvrage.
Il en a fait, j’en sais le temps, dit un des plus fameux libraires.
Attendez… C’est depuis vingt ans; On en tira cent exemplaires.
— C’est beaucoup, dis-je en m’approchant ; La pièce n’est pas si publique.
— Il faut compter, dit le marchand ; Tout est encor dans ma boutique.
En 1657, Desmarets produisit son poème épique Clovis ou la France chrétienne, en vingt-six chants (réduit à vingt chants en 1673), dans lequel il mettait en relief les origines divines de la monarchie française. Cet ouvrage fut beaucoup loué par Jean Chapelain et lui valut les sarcasmes de Boileau, qui était hostile à l'introduction du merveilleux chrétien dans la poésie épique. Desmarets répondit par un essai intitulé Comparaison de la langue et de la poésie française avec la grecque et la latine, dans lequel il concluait à la supériorité de la première et des miracles chrétiens sur les légendes païennes, et qui donna le coup d'envoi de la Querelle des Anciens et des Modernes, où il se montra un des plus acharnés contre les anciens, qu'il accusa souvent d'impiété voire d'hérésie (dans ses critiques contre le Chant VI du poème Le Lutrin, par exemple). Vers la fin de sa vie, Desmarets tomba dans le délire mystique, affirmant qu'il écrivait sous la dictée de Dieu.
Il est le père de la poétesse Marie Dupré

## Œuvres
- L'Ariane, roman (1632)

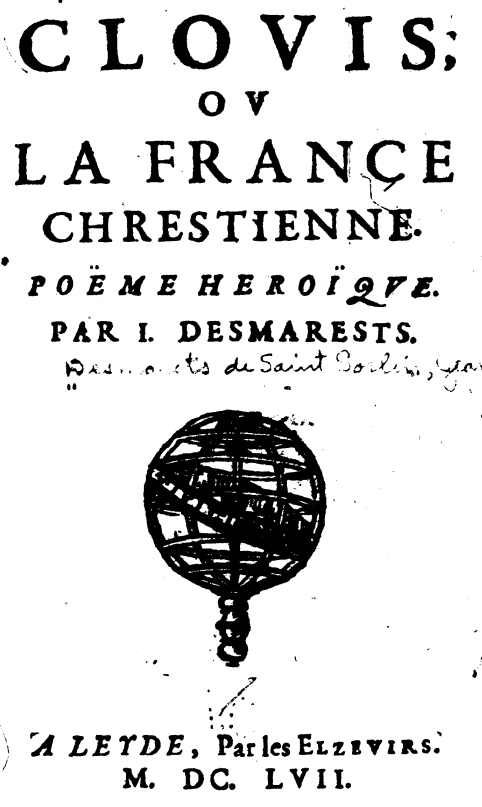
Clovis ou la France chrétienne
Première édition imprimée à Leyde par les Elzeviers en 1657.

- Aspasie, comédie (1636) Texte en ligne
- Les Amours du compas et de la règle et ceux du soleil et de l'ombre (1637)
- Les Visionnaires, comédie en 5 actes, en vers (1637) Édition 1652 en ligne
- Scipion l'Africain, tragi-comédie (1639) Texte en ligne
- Rosane, histoire tirée de celle des Romains et des Perses, roman (1639) texte en ligne
- Roxane, tragicomédie (1640)
- Mirame, tragi-comédie (1641) Texte en ligne
- Œuvres poétiques (1641) Texte en ligne
- Europe, comédie héroïque (1643)
- Érigone, tragédie en prose
- L'Office de la vierge Marie, mis en vers avec plusieurs autres prières (1647) Texte en ligne
- Les Promenades de Richelieu ou les Vertus chrestiennes (1653) Texte en ligne
- Les Quatre Livres de l'Imitation de Jesus-Christ, traduits en vers (1654)
- Clovis ou la France chrétienne, poème héroïque en 26 chants (1657) Texte en ligne
- Les Jeux de cartes des roys de France, des reines renommées, de la géographie et des fables (1662) Texte en ligne
- Au roy, sur sa conqueste de la Franche-Comté (1668) Texte en ligne
- Marie-Magdeleine ou le Triomphe de la grâce (1669)
- Esther, poème héroïque (1670) Texte en ligne
- La Comparaison de la langue et de la poësie françoise, avec la grecque et la latine : et des poëtes grecs, latins & françois et les Amours de Protée et de Physis, dédiez aux beaux esprits de France  (1670) Texte en ligne
- La Défense du poème héroïque avec quelques remarques sur les œuvres satyriques du sieur D*** , dialogues en vers et en prose (1674) Texte en ligne
- Le Triomphe de Louis et de son siècle (1674)
- La Défense de la poésie (1675) Texte en ligne
- Les Délices de l'esprit (1675) Texte en ligne
- Abraham, ou la Vie parfaite, poème (1680) Texte en ligne

#### Éditions
- Théâtre complet (1636-1643). Textes établis, présentés et annotés par Claire Chaineaux avec un dossier iconographique de Catherine Guillot, Paris, Honoré Champion, 2005.
- Clovis ou la France chrétienne. Texte établi et presenté par Francine Wild, Paris, 2015, Société des Textes Français Modernes, n° 251.
- Marie-Madeleine ou le triomphe de la Grâce, édition présentée par Gilles Banderier, Grenoble, 2001, Éditions Jérôme Millon

#### Études
- René Kerviler, Jean Desmaretz sieur de Saint-Sorlin : l'un des quarante fondateurs de l'Académie française ; étude sur sa vie et sur ses écrits, Paris, Dumoulin, 1879
- Rachel Laverdure, Desmarets de Saint-Sorlin : une poétique dans l'antichambre des modernes, Montréal, Université de Montréal, 1994
- Société d’études du XVIIe siècle, Desmarets de Saint-Sorlin, [S.l.s.n.], 1996  (ISBN 271819538X)
- Ludivine Goupillaud, De l'or de Virgile aux ors de Versailles, Genève, Droz, 2005
- Jean-Claude Vuillemin, "Jean Desmarets de Saint-Sorlin. » In L. Foisneau, éd., "Dictionary of Seventeenth-Century French Philosophers". London and New York: Thoemmes Continuum, 2008, p. 355-359.